# Секс-позитивний рух
Секс-позитивний рух — це соціальний і філософський рух, який прагне змінити культурне ставлення та норми щодо сексуальності людини, сприяючи визнанню сексуальності (у незліченних формах вираження) як природної та здорової частини людського досвіду та наголошуючи на важливості особистого суверенітету, безпечних сексуальних практик та сексу за згодою (без насильства чи примусу). Він охоплює всі аспекти сексуальної ідентичності сексуальну орієнтацію, ставлення до тіла (бодипозитив, оголеність), вибір стилю стосунків і репродуктивні права.  Секс-позитивність — це «ставлення до людської сексуальності, яке розглядає всі сексуальні дії за згодою як фундаментально здорові та приємні, заохочуючи сексуальне задоволення та експерименти». Рух кидає виклик суспільним табу та спрямований на сприяння здоровим сексуальним взаємодіям за згодою. Секс-позитивний рух також виступає за комплексну сексуальну освіту та безпечний секс як частину своєї кампанії.  Рух загалом не розглядає моральність сексуальної активності, розглядаючи цей вибір як питання особистих уподобань.

## Визначення
Терміни та поняття секс-позитив (нім. sexuell positiv) і секс-негатив (sexuell negativ) зазвичай приписують Вільгельму Райху. Його гіпотеза полягала в тому, що деякі суспільства вважають сексуальне самовираження по суті хорошим і здоровим, тоді як інші мають загалом негативне ставлення до сексуальності та прагнуть пригнічувати та контролювати лібідо.   
Секс-позитивний рух загалом не вбачає моральних чи етичних відмінностей між гетеросексуальним чи гомосексуальним сексом чи мастурбацією, розглядаючи цей вибір як питання особистих вподобань. Інші сексуально-позитивні позиції включають прийняття БДСМ і поліаморії, а також асексуальність.

Деякі теоретики секс-позитиву аналізували секс-позитив з точки зору перетину раси/культури, статі, сексуальності, класу, національності та духовності. Через масштабність секс-позитивного руху було складно досягти узгодженого визначення терміну «секс-позитив».  Сексологиня Керол Квін пропонує кілька визначень секс-позитиву:
Секс-позитив, термін, який входить до культурної свідомості, не є дитячою любов.ю до оргону – це просте, але радикальне твердження про те, що кожен з нас вирощує власні бажання та смаки в різних середовищах, що замість того, щоб мати два чи три або навіть півдюжини сексуальних орієнтацій, ми повинні думати категоріями мільйонів. «Sex-positive» поважає кожен із наших унікальних сексуальних профілів, навіть якщо ми визнаємо, що деякі з нас були травмовані культурою, яка намагається викорінити сексуальні відмінності та можливості.
Це культурна філософія, яка розуміє сексуальність як потенційно позитивну силу в житті людини, і її, звичайно, можна протиставити сексуальному негативу, який вважає секс проблематичним, руйнівним і небезпечним. Секс-позитивність допускає і фактично відзначає сексуальне розмаїття, різні запити та структури стосунків, а також індивідуальний вибір, що ґрунтується на згоді.

## Історія
У загальному вживанні термін сексуальне звільнення використовується для опису соціально-політичного руху, який спостерігався у США з 1960-х до 1970-х років.  Однак цей термін використовувався принаймні з кінця 1920-х років і часто приписується вплинуву праць Фройда про лібералізацію сексу та психосексуальні проблеми, а також Вільгельму Райху, який первинно ввів цей термін.
У 1960-х почали відбуватися зміни в уявленнях людей про сексуальність, що сприяло початку періоду відходу в деяких колах від постулатів старого світу та розробки нових кодексів сексуальної поведінки, багато з яких відтоді були інтегровані в мейнстрім.
1960-ті роки також проголосили нову культуру «вільного кохання» з мільйонами молодих людей, які прийняли дух хіпі та проповідували силу кохання та красу сексу як природну частину звичайного життя. Хіпі вважали, що секс і сексуальність природніми біологічними явищами, які не слід ані заперечувати, ані пригнічувати. Зміни у ставленні відображали уявлення про те, що традиційні погляди на сексуальність були водночас лицемірними та мускулінно-шовіністичними.
Сексуальна лібералізація проголосила новий дух експериментів із відкритим сексом у шлюбі та поза ним, контрацепцією, публічним оголенням, розвитком ЛГБТ-руху, легалізацією абортів, міжрасовими шлюбами, поверненням до природних пологів, правами жінок та фемінізмом.
Історик Девід Аллін стверджує, що сексуальна революція була часом «камінг-ауту» щодо: дошлюбного сексу, мастурбації, еротичних фантазій, використання порнографії та сексуальності. 
Термін секс-позитив вперше з’явився в США наприкінці 1990-х років із заснуванням Центру сексу та культури в Сан-Франциско, Каліфорнія, та Центру сексуально-позитивної культури в Сіетлі, штат Вашингтон. У 2009 році в Портленді, штат Орегон, було засновано Sex Positive World. Станом на  2019 існувало понад 16 відділень організації в 5 країнах.

## Секс-позитивний фемінізм
Секс-позитивний фемінізм, також відомий як сексуально-ліберальний фемінізм, — це рух, який виник на початку 1980-х. 
У 1970-х роках виник фемінізм другої хвилі, який характеризувався ґрунтовною опозицією до порнографії, проституції та БДСМ, тобто антипорнографічною точкою зору. Кетрін МакКіннон і Дорхен Лейдхольдт поставили проституцію та порнографію в центр феміністичного пояснення пригнічення жінок. Антипорнографічні феміністки Андреа Дворкін і Робін Морган доводили, що деградація та об’єктивація жіночих тіл сприяють ідеям сексуального насильства.
Як реакція дехто долучився до секс-позитивного феміністичного руху. Цей період інтенсивних дебатів між пропорнографічними та антипорнографічними феміністками на початку 1980-х називають «феміністичними секс-війнами». Інші секс-позитивні феміністки долучилися у пряму відповідь на те, що вони вважали патріархальним контролем сексуальності. Присутність порнографії у фемінізмі захищали Еріка Люст, Еллен Вілліс, Сьюзі Брайт, Патрік Каліфія, Гейл Рубін, Керол Квін, Аведон Керол, Трістан Таорміно, Діана Кейдж, Ніна Гартлі, Амія Шрінівасан, Мірей Міллер-Янг, Бетті Додсон.
Секс-позитивний фемінізм визнає важливість права жінок досліджувати своє тіло, сексуальне бажання та вважає, що сексуальне насильство не повинно перешкоджати жіночим бажанням. Він вимагає збереження свободи і суперечить нормам, присутнім в сексуальній сфері. Він також заохочує та вимагає поваги до різноманітності та сексуального дисидентства, виступаючи проти антисексуального тиску.
Секс-позитивний фемінізм стверджує, що дискурс про жіноче сексуальне задоволення замовчується та є маргіналізованим у сучасному світі. Придушення сексуального діалогу лише змусить жінок виглядати слабкою статтю. Жінкам може бути важко захистити себе, якщо їх кваліфікувати як жертв. Довгий час жінок класифікували як сексуально пасивних, тоді як чоловіків визнали сексуально агресивними, тому статевий акт вважається діяльністю, у якій жінки «підкоряються» бажанням чоловіків. Іншим чинником, який продовжує применшувати жіноче бажання, є відсутність культури згоди, продукт соціального пригнічення, якому жінок піддавали протягом століть, що призвело до упереджень і узагальнень.
Шер Хайт, секс-педагогиня і феміністка, кинула виклик стереотипам про жіночу сексуальність і підтримала жіночу сексуальну лібералізацію та право людей вільно виражати та досліджувати свою сексуальність без осуду чи репресій. Як показано в її роботі «The Hite Report: A Nationwide Study of Female Sexuality» (1976), вона заперечувала переконання Фрейда, стверджуючи, що жінки здатні відчувати сексуальне задоволення самостійно, без потреби у статевому акті.   Однак Гайт зіткнулася з негативною реакцією антифеміністів через її статистичні методи збору даних, що демонстрували упередженість, і тому книга стала значною мірою суперечливою та загрозливою для певних груп чоловіків.
Система сексуальної ієрархії ставить гетеросексуальність, шлюб і продовження роду на вершину, що викликає у багатьох жінок страх перед сексуальною системою, яка домінує в сучасному світі. Задоволення та сексуальність — це права людини, які були підкорені старомодною патріархальною соціальною структурою. Просексуальний фемінізм намагається культивувати сексуальність як місце політичного опору. Використовуючи фактор «задоволення» на свою користь, було зроблено значний внесок у сучасну квір-теорію та політику за допомогою сексуального та феміністичного «розширення можливостей».

## Перспективи

### Культура згоди
Секс-позитивний рух підкреслює та підтримує важливість згоди під час сексуальних контактів. Згода є першою і найголовнішою формою поваги між людьми під час сексуальної взаємодії. Переговори та форма спілкування під час обговорення згоди є найважливішим аспектом у просуванні здорових сексуальних стосунків. Культура згоди просуває вимогу позитивної згоди, заохочує згоду з ентузіазмом і важливість освіти щодо надання згоди для виховання здорових і шанобливих сексуальних стосунків. Згода дає можливість сформулювати та узаконити наші моральні судження публічно.
Позитивна згода описує явну, інформовану та добровільну згоду на сексуальну взаємодію. Будь-хто, хто бере участь у сексуальних стосунках, несе відповідальність за те, щоб інша сторона або сторони без вагань дали свою пряму згоду. Відсутність протесту, слів чи дій не означає згоди, а мовчання ніколи не буде формою згоди. Не варто очікувати протесту чи спротиву. 
Позитивне вираження згоди є основним засобом надання активної згоди. Активна згода передбачає зосередження уваги на наявності «так» на відміну від відсутності «ні». Її можна передати голосом або невербально, використовуючи мову тіла. До неї належать кивання головою, підтримання зорового контакту та посмішка, до прикладу. Для підтримки здорових сексуальних стосунків і згоди необхідно регулярно питати свого(-ю) партнера(-ку) або партнерів(-ок), щоб переконатися, що їм комфортно і що їхня думка не змінилася.

### Сексуальна освіта молоді
Секс-позитивний рух стурбований викладанням комплексної сексуальної освіти в школах.  Такі програми, як «Програма грантів для навчання утриманню (AEGP)», навчають сексуальній помірності як здоровому способу задовольнити свої сексуальні бажання та уникнути інфекцій, що передаються статевим шляхом, таких як ВІЛ/СНІД. Однак у травні 2021 року Закон про реальну освіту та доступ для здорової молоді (REAHYA) запровадив федеральні гранти, спрямовані на охоплення правдивої та інклюзивної сексуальної освіти для молоді. Він прагне покласти край федеральному фінансуванню програми державних грантів Title V, яка пропагує ідеологію утримання до шлюбу, що може бути шкідливим для ранньої освіти. Керівні принципи AH із Розділу V Закону про соціальне забезпечення висловлюють чітку точку зору, згідно з якою єдиною прийнятною поведінкою є сексуальна активність виключно в контексті шлюбу (за винятком ЛГБТ-людей), підтримуючи лише програму, що пропагують сексуальне утримання до шлюбу. Рух прагне сприяти більш здоровому погляду молоді на розуміння відкритого, чесного, неосудливого, сприйнятливого підходу до вивчення та викладання секс-позитивного ставлення.

### Інтерсекційність
Інтерсекторальність у секс-позитивному русі прагне визнати складні ідентичності, інклюзивність, незалежно від категорій статі, класу, раси та сексуальності. У ньому не мають значення расова та етнічна приналежність, стать, гендерна ідентичність, сексуальна орієнтація та статус. Секс-позитивний рух прагне рухатися до включення культурного різноманіття та врахування різноманітності сексуальних практик, а також сексуальних меншин та інших маргіналізованих або пригноблених ідентичностей. Позитивна сексуальність охоплює благополуччя та щастя людини, індивідуальність у сексуальності, що охоплює численні способи пізнання та навчання, професійну етику, відкрите та чесне спілкування, миротворчість, при цьому застосовна до всіх рівнів соціальної структури.
Секс-позитивність виникла та вкорінилась із західної точки зору. Значна частина нинішніх секс-позитивних рамок зосереджена на освічених, промислово розвинених, процвітаючих і демократичних верствах населення, нехтуючи ідеєю міжсекційності та маргіналізованих груп. 

### Захист людей у проституції
Секс-індустрія охоплює порнографію, проституцію (ескорт-послуги, масажні салони та борделі), кіберсекс, екзотичні танці та оголенне позування онлайн. 
Люди в проституції потребують захисту від сутенерів і злочинних синдикатів, які можуть легко користуватись їхніми доходами, а також від насильства, дискримінації, соціальної маргіналізації, доступу до медичної допомоги, житлових та юридичних послуг, програм реабілітації та безпечного виходу з проституції. Секс працівників у секс індустрії часто криміналізують, що становить загрозу для їх прав, здоровʼя та життя.